# Ermal Krasniqi
Ermal Krasniqi (* 7. září 1998 Mališevo) je kosovský profesionální fotbalista, který hraje na pozici křídelníka za český klub AC Sparta Praha a za kosovský národní tým.

## Klubová kariéra
Krasniqi strávil tři a půl sezony v kosovském Ballkani, které na podzim 2022 svedl los základní skupiny Konferenční ligy proti pražské Slavii. Krasniqi během vzájemného utkání v Edenu otevřel skóre, Ballkani ale nakonec prohrálo 2:3.
O pár měsíců později přestoupil Krasniqi do rumunské Kluže, kde za rok odehrál 39 soutěžních utkání s bilancí pěti branek a čtyř asistencí. V zimě se přesunul do Rapidu Bukurešť, za nějž zapsal v sedmnácti jarních duelech šest přesných zásahů a tři gólové přihrávky.
V Rapidu však strávil pouze jednu sezónu, jelikož přestoupil do pražské Sparty.

## Reprezentační kariéra
Dne 11. listopadu 2022 byl Krasniqi poprvé povolán do kosovské reprezentace k přátelským zápasům proti Arménii a Faerským ostrovům. O osm dní později si odbyl svůj reprezentační debut, když nastoupil proti Faerským ostrovům.

## Ocenění

### Klubové

#### Ballkani
- Kosovská liga: 2021/22[7]